# Sessums-Gletscher
Der Sessums-Gletscher ist ein Gletscher im Norden der Thurston-Insel vor der Eights-Küste des westantarktischen Ellsworthlands. Er mündet dort in das Henry Inlet.
Das Advisory Committee on Antarctic Names benannte ihn im Jahr 2004 nach Lieutenant Commander Walter Maurice Sessums (1920–1970), Hubschrauberpilot während der von der United States Navy durchgeführten Operation Highjump (1946–1947) zur Erstellung von Luftaufnahmen von der Thurston-Insel und der benachbarten Festlandküste.